# 西原茂樹
西原 茂樹（にしはら しげき、1954年（昭和29年）3月18日 - ）は、日本の政治家。静岡県牧之原市長（3期）、静岡県議会議員（4期）、相良町議会議員（1期）などを歴任した。

## 来歴
静岡県牧之原市出身。静岡県立榛原高等学校、金沢大学工学部土木工学科卒業。1989年（平成元年）、相良町議会議員に就任。1991年（平成3年）4月の静岡県議会議員選挙で初当選した。以後、計4期務める。県議時代は自由民主党に所属した。
2005年（平成17年）10月11日、榛原郡榛原町、相良町が合併して牧之原市が誕生。同年10月30日に行われた市長選挙に出馬。元榛原町長の前田昌利、前相良町長の杉山年男、前榛原町長の木下勝朗ら4候補を破り初当選を果たした。
2009年（平成21年）、無投票で再選。2013年（平成25年）、元相良町議会議員の名波力を破り3選。
2017年（平成29年）の市長選挙には立候補せず、任期満了により退任した。
2024年（令和6年）春の受勲に於いて旭日中綬章受章。